# 27.º distrito congresional de California
El 27.º distrito congresional es un distrito congresional que elige a un Representante para la Cámara de Representantes de los Estados Unidos por el estado de California. Según la Oficina del Censo, en 2011 el distrito tenía una población de 682 883 habitantes. Actualmente el distrito está representado por la Demócrata Judy Chu. El distrito incluye la Montañas de San Gabriel, la mayoría de las ciudades y comunidades no incorporadas en la zona occidental del Valle de San Gabriel (excepto Duarte, El Monte y South El Monte), las ciudades de Glendora y Claremont en el Condado de Los Ángeles y la ciudad de Upland en el Condado de San Bernardino. 

## Geografía
El 27.º distrito congresional se encuentra ubicado en las coordenadas 34°15′54″N 117°56′06″O / 34.2650833, -117.9348875.

## Demografía
Según la Oficina del Censo de los Estados Unidos, en 2011 había 682 883 personas residiendo en el 27.º distrito congresional. De los 682 883 habitantes, el distrito estaba compuesto por 420 335 (61.6%) blancos; de esos, 400 047 (58.6%) eran blancos no latinos o hispanos. Además 30 118 (4.4%) eran afroamericanos o negros, 3 056 (0.4%) eran nativos de Alaska o amerindios, 88 874 (13%) eran asiáticos, 1 367 (0.2%) eran nativos de Hawái o isleños del Pacífico, 134 964 (19.8%) eran de otras razas y 24 457 (3.6%) pertenecían a dos o más razas. Del total de la población 284 475 (41.7%) eran hispanos o latinos de cualquier raza; 188 553 (27.6%) eran de ascendencia mexicana, 3 524 (0.5%) puertorriqueña y 3 913 (0.6%) cubana. Además del inglés, 4 368 (34.7%) personas mayor a cinco años de edad hablaban español perfectamente.
El número total de hogares en el distrito era de 228 792 y el 68.5% eran familias en la cual el 32.9 tenían menores de 18 años de edad viviendo con ellos. De todas las familias viviendo en el distrito, solamente el 47.3% eran matrimonios. Del total de hogares en el distrito, el 5.7 eran parejas que no estaban casadas, mientras que el 0.6% eran parejas del mismo sexo. El promedio de personas por hogar era de 2.94. 
En 2011 los ingresos medios por hogar en el distrito congresional eran de US$59 169, y los ingresos medios por familia eran de US$81 787. Los hogares que no formaban una familia tenían unos ingresos de US$73 719. El salario promedio de tiempo completo para los hombres era de US$41 381 frente a los US$40 126 para las mujeres. La renta per cápita para el distrito era de US$25 529. Alrededor del 9.6% de la población estaban por debajo del umbral de pobreza.